# Desmoncus anomalus
Desmoncus anomalus är en enhjärtbladig växtart som beskrevs av Harley Harris Bartlett. Desmoncus anomalus ingår i släktet Desmoncus och familjen Arecaceae.
Artens utbredningsområde är Guatemala. Inga underarter finns listade i Catalogue of Life.